# دوریس لسینگ
دوریس می لسینگ (به انگلیسی: Doris May Lessing) (زاده ۲۲ اکتبر ۱۹۱۹ – درگذشته ۱۷ نوامبر ۲۰۱۳) نویسندهٔ صوفی و فمینیست انگلیسی و برنده جایزه ادبیات نوبل در سال ۲۰۰۷ میلادی بود. او یازدهمین زن برنده جایزه نوبل ادبیات و مسن‌ترین برنده این جایزه (هنگام دریافت) بود.

## زندگی
دوریس لسینگ از پدر و مادر انگلیسی در سال ۱۹۱۹ در کرمانشاه، ایران زاده شد. پدرش، آلفرد تیلور (Alfred Tayler)، که در جنگ جهانی اول معلول شده بود، کارمند بانک شاهنشاهی ایران و مادرش امیلی ماد تیلور (Emily Maude Tayler) پرستار بود. آن‌ها در سال ۱۹۲۵ به مستعمره بریتانیایی رودزیای جنوبی که اکنون زیمبابوه نامیده می‌شود مهاجرت کردند و پدر او یک زمین بوته‌زار هزار آکری (۴ کیلومتر مربعی) خرید در آن‌جا با دشواری به کاشت ذرت پرداختند. این زمین برایشان ثروتی به ارمغان نیاورد و آرزوی مادرش برای زندگی به سبک ویکتوریایی در این «سرزمین کهن» ناکام ماند. اگرچه خانواده دوریس کاتولیک نبود، او به یک مدرسه دخترانه کاتولیکی رفت. او در ۱۳ سالگی مدرسه را ترک کرد و از آن پس تحصیل را به صورت شخصی ادامه داد. در سن ۱۵ سالگی لسینگ خانه را ترک کرد و به عنوان یک پرستار بچه مشغول به کار شد. در این زمان بود که به خواندن متون سیاسی و جامعه‌شناسی‌ای پرداخت که کارفرمایش در اختیار او می‌گذاشت. تقریباً در همین زمان بود که نوشتن را آغاز کرد. در سال ۱۹۳۷ لسینگ به سالزبری (شهری در جنوب انگلیس) نقل مکان کرد تا به عنوان یک اپراتور تلفن کار کند و پس از مدت کوتاهی با نخستین همسرش فرانک ویزدم ازدواج کرد. پیش از این که زندگی مشترکشان در سال ۱۹۴۳ پایان یابد از او صاحب ۲ فرزند شد.
پس از طلاق لسینگ عضو باشگاه کتاب چپ، یک باشگاه کتاب سوسیالیستی شد و در این‌جا بود که با همسر دومش، گوتفرید لسینگ (Gottfried Lessing) آشنا شد. آن‌ها خیلی زود با یکدیگر ازدواج کردند و پیش از این که این ازدواج نیز در سال ۱۹۴۹ به طلاق منجر شود صاحب یک فرزند شدند. گوتفرید لسینگ بعدها سفیر آلمان شرقی در اوگاندا شد و سرانجام به‌طور تصادفی در جریان شورش علیه عیدی امین کشته شد. در سال ۱۹۴۹ لسینگ به همراه کوچک‌ترین پسرش به لندن رفت و در همین هنگام نخستین رمانش با عنوان علف‌ها آواز می‌خوانند منتشر شد. اثری که باعث شهرت لسینگ شد و مهم‌ترین اثرش می‌باشد، دفترچه طلایی بود که در سال ۱۹۶۲ نوشته شد (این کتاب تاکنون به فارسی ترجمه نشده‌است). در سال ۱۹۸۴ او سعی کرد که دو رمان را با نام مستعار جین سامرز (Jane Somers) به چاپ برساند و به این وسیله دشواری‌هایی که برای چاپ کتاب در برابر نویسندگان تازه‌کار قرار دارد نشان دهد. ناشر لسینگ در بریتانیا این آثار را رد کرد ولی انتشارات ناپف (Knopf) در ایالات متحده آن‌ها را پذیرفت. لسینگ در حومه لندن در هامپستد زندگی می‌کرد.
دوریس لسینگ، روز یکشنبه ۱۷ نوامبر ۲۰۱۳ در سن ۹۴ سالگی در لندن درگذشت.

## سبک ادبی
ادبیات داستانی لسینگ به‌طور کلی به سه دوره تقسیم می‌شود: تم کمونیستی (۱۹۴۴–۱۹۵۶) به زمانی مربوط می‌شود که او به شکل رادیکال دربارهٔ مباحث اجتماعی می‌نوشت ولی پس از سرکوب قیام مردم مجارستان به‌وسیله ارتش سرخ در سال ۱۹۵۶ ضدکمونیست شد. (او در سال ۱۹۸۵؛ با نوشتن تروریست خوب بازگشتی به این دوره ادبی خود داشت)؛ تم روانشناسانه (۱۹۵۶–۱۹۶۹) و پس از آن تم صوفیانه که در زمینه‌ای علمی-تخیلی نوشته شد. شکسته (نامی برگرفته از خط فارسی) نخستین کتاب از سری کتابهای علمی-تخیلی و صوفی گرایانه وی به نام سهیل است.
با وجود کودکی دشوار و غم‌انگیز، آثار لسینگ دربارهٔ آفریقای زیر سلطه بریتانیا، آکنده از شفقت برای زندگی سترون استعمارگران و بدبختی‌های ساکنان بومی است.

## لسینگ و رژیمهای استبدادی
لسینگ، که زادهٔ کرمانشاه است، در سال ۲۰۰۷ در مصاحبه با نشریه اسپانیایی ال پائیس، از دولت وقت ایران اظهار تنفر کرد:
از ایران متنفرم. از دولت ایران متنفرم. دولت خبیث و بی‌رحمی‌است. ببینید بر سر رئیس جمهورشان در نیویورک چه آمد. در دانشگاه کلمبیا او را خبیث و بی رحم خطاب کردند. چه عالی! بیشتر از اینها حقش بود. اما هیچ‌کس به او انتقاد نمی‌کند، به خاطر نفت است. به همین دلیل دولت معرکه بریتانیا مجیز ایران را می‌گوید: به‌خاطر نفت.
گرایش ضد استعماری و ضداستبدادی دوریس لسینگ سبب توجه مترجمان آلترناتیو به وی شده‌است. چنانچه یکی از آثار مشهور او به نام زمستان در ماه جولای به فارسی برگردانده است.

## کتابشناسی
آثار وی عبارتند از:

### رمان
- «زمستان در ماه جولای»
- «علف‌ها آواز می‌خوانند»
- «دفترچه طلایی»
- «رهنمودهایی برای نزول در دوزخ»
- «تابستان پیش از تاریکی»
- «خاطرات یک نجات یافته»
- «خاطرات یک همسایه خوب»
- «اگر کهنه بتواند»
- «تروریست دوست‌داشتنی»
- «فرزند پنجم»
- «بن در جهان» - ادامه «فرزند پنجم»
- «مارا و دان»
- «شیرین‌ترین رؤیاها»
- «تروریست خوب»

### کمیک
- «بازی کردن»

### سایر
- «دری که می‌خواند»
- «بچه‌های خشونت»
- «زیر پوست من: جلد اول اتوبیوگرافی من»